# Bryohumbertia
Bryohumbertia là một chi rêu trong họ Dicranaceae.